# Kennebec County
Kennebec County is een county in de Amerikaanse staat Maine.
De county heeft een landoppervlakte van 2.247 km² en telt 117.114 inwoners (volkstelling 2000). De hoofdplaats is Augusta.